# Гуннарссон, Лиза
Лиза Гуннарссон (швед. Lisa Gunnarsson, род. 20 августа 1999, Стокгольм) — шведская легкоатлетка, специализирующаяся в прыжках с шестом.

## Биография и карьера
Родилась 20 августа 1999 года в Стокгольме. Занималась гимнастикой, в 2011 году перешла в прыжки с шестом.
Дебютировала на международной арене в 2015 году. Наивысшим достижением в её карьере является 6 место на чемпионате Европы в помещении 2017 года.
Трижды становилась бронзовым призёром чемпионата Швеции (2015 и 2016 на открытом стадионе, 2017 — в помещении). Является фактическим победителем чемпионата Франции 2016 года на открытом стадионе и 2017 года в помещении.

## Основные результаты
| Год  | Соревнования                                | Место проведения       | Место    | Результат |
| ---- | ------------------------------------------- | ---------------------- | -------- | --------- |
| 2015 | Чемпионат Европы среди юниоров              | Эскильстуна, Швеция    | 5        | 4,10 м    |
| 2015 | Европейский юношеский Олимпийский фестиваль | Тбилиси, Грузия        | 2        | 4,15 м    |
| 2016 | Чемпионат Европы                            | Амстердам, Нидерланды  | 23 (кв.) | 4,00 м    |
| 2016 | Чемпионат мира среди юниоров                | Быдгощ, Польша         | 7        | 4,10 м    |
| 2017 | Чемпионат Европы в помещении                | Белград, Сербия        | 6        | 4,55 м    |
| 2017 | Чемпионат Европы среди юниоров              | Гроссето, Италия       | 1        | 4,40 м    |
| 2017 | Чемпионат мира                              | Лондон, Великобритания | 17 (кв.) | 4,35 м    |
| 2018 | Чемпионат мира среди юниоров                | Тампере, Финляндия     | 2        | 4,35 м    |
| 2018 | Чемпионат Европы                            | Берлин, Германия       | 14 (кв.) | 4,35 м    |
| 2021 | Чемпионат Европы среди молодёжи             | Таллин, Эстония        | 3        | 4,40 м    |
| 2022 | Чемпионат мира                              | Юджин, США             | 16 (кв.) | 4,35 м    |
| 2022 | Чемпионат Европы                            | Мюнхен, Германия       | 24 (кв.) | 4,10 м    |